# ゲームウォーズ
『ゲームウォーズ』（原題：READY PLAYER ONE / レディ プレイヤー ワン）は、アーネスト・クライン著のSF小説。

## 概要
2011年にランダムハウスから刊行され、日本では池田真紀子の訳により2014年にSB文庫から刊行された。
近未来のVR型オンラインゲームの世界をベースに、1980年代のハリウッドのSF・カルト映画や日本の漫画・アニメ・特撮などのポップカルチャーを題材にした壮大なクロスオーバー作品の小説である。
原題の（Ready Player One/レディ・プレイヤー1）とはゲームにログインした際にモニターに映る『1番目のプレイヤー、準備完了』という意味となる。
2018年にスティーヴン・スピルバーグによって映画化され、その際、邦題は原題の『レディ・プレイヤー1』に戻された。
2021年に続編Ready Player Twoが刊行された。

## ストーリー
2041年、世界は深刻な社会不安に陥っていた。そんな現実から逃げるように、多くの人がジェームズ・ハリデーが開発した仮想現実世界「オアシス」に浸っていた。ある日ハリデーが死亡し、遺されたビデオメッセージを通して、オアシス内に隠されているイースターエッグを最初に見つけた者に、すべての遺産を譲るとの遺言が公表された。その日から世界中でエッグの争奪戦が始まった。

## 登場人物
ウェイド・オーウェン・ワッツ（パーシヴァル〈Parzival〉）
本作の主人公。両親を幼いころに亡くし、叔母とともにオクラホマシティ郊外のスタックパーク（トレーラーを積み重ねた集合住宅）の最上階22階に住んでいる白人のティーンエイジャー。肥満気味。ゴミ捨て場から拾ったノートパソコンで、ハリデーが入れ込んでいた80年代のカルチャーを学習していった（映画ではオアシス内にある「ハリデー年鑑」で調べている）。
SF映画や日本の特撮番組にも造詣が深く、東映版スパイダーマンのレオパルドンがアイテム選択に現れた時には大喜びして選ぶほど。
ハリデーの死後にイースターエッグ探しが始まり、ガンター（エッグハンター）の一人となる。その後、第一の試練をクリアし１つ目の鍵を手に入れた最初の人物としてオアシス内で有名になる。オアシス創設者のハリデーに共感し、イースターエッグを根気強く探し手がかりを見つける。
本名のウェイド・ワッツは、コミック好きの父親がスーパーヒーローの世間向けの名前に聞こえる（ピーター・パーカーやブルース・バナーなどの頭韻を踏む名前）という理由で名付けた。
ヘレン・ハリス（エイチ〈Aech〉）
ウェイドのオアシス内での親友。アバター上では肩の筋肉がたくましい長身の白人男性（映画版は身体が大きい強面のアバター）。ウェイドと共にガンターになった。ウェイドに度々ちょっかいをかけているが、彼が唯一心を許している人物。映画版ではオアシス内では改造のエキスパートで、注文を受けてアイアン・ジャイアントを一から作り上げたり、レースで破損したアルテミスの仕様の金田のバイクを10分で修理したり、ソレントのギアをハッキングして彼を自作のオフィスへと強制テレポートさせたりと、かなりの腕を持っている。現実では、ウェイドと同世代の黒人の女性ティーンエイジャーで、キャンピングカー（映画では古い郵便トラック）で移動しながら生活し、偽名を使用し、個人情報を隠していた。
アバター名のエイチは、彼女の父親が付けたあだ名。原作版は重度のガノタ（ガンダムおたく）である。
サマンサ・イヴリン・クック（アルテミス〈Art3mis〉）
イースターエッグを探すウェイドと同年代の女性ガンター。ウェイドが次第に恋焦がれてゆく相手。オアシス内での身体能力は高く戦闘能力が高い。現実世界ではカナダ在住の女子。ゲームとほぼ同じ見た目で顔の左半分に赤紫色の痣がある。現実でウェイドと会うのは原作では物語終盤だが、映画では早々とIOIに狙われたウェイドを仲間を使って救出し、接触している。
映画版は、父親をIOIの「強制徴収センター」に連れていかれ、そのまま戻らず死別してしまった過去があったため、同じ境遇を持つ人達とレジスタンスを結成し、オアシスと現実世界でIOI打倒を画策している。オアシス内では、シクサーズを蹴落としていることから「シクサーズ殺しのアルテミス」として知られている。
ヨシアキ・トシロウ（ダイトウ〈Daito〉）
日本人のガンター。オアシス内での弟分ショウトウと共に行動している。サムライのようなアーマーをつけ長い刀を帯びている（映画では赤い鎧兜を着ている侍姿のアバター）。現実世界では東京在住の引きこもりの青年。ジェイドキー獲得のためのクエスト中にシクサーズとの戦闘になり、ベータカプセルを使用してウルトラマンに変身して優位に立っていたが。現実世界での居場所を特定され、43階の自室の窓から突き落とされ死亡する。その後ダイトウが使用したベータカプセルはパーシバルに渡される事となる。
映画では、親友のエイチからの助言で4番目に第一の試練をクリアした。パーシヴァル達と第二の試練を突破した後、ヘレンとゾウと共にサマンサの伝言を頼りに彼女の隠れ家へと向かい、現実世界でIOIに襲撃されていたウェイドを救出した。その後、拐われたサマンサを救出するべくウェイド達と共に立ち上がった。
アキヒデ・カラツ（ショウトウ〈Shoto〉）
日本人のガンター。オアシス内ではダイトウの弟。ダイトウより身長が低く、年齢も若く見える。サムライのようなアーマーで短い脇差を帯びている。現実世界では大阪在住の引きこもりの少年。ヨシアキとは引きこもりサポートグループをきっかけに親しくなった。
映画では、中国人で本名はゾウ。実年齢は11歳。トシロウ（ダイトウ）の親友。アバターは、黄色の全身スーツを着用した忍者の姿をしている。
ジェームズ・ドノヴァン・ハリデー（アノラック）
オアシスの創設者。1972年オハイオ州ミドルタウン生まれ。2041年没。プラスチックフレームの眼鏡を着用。無神論者で80年代のカルチャーの中を生まれ育ち、ゲーム会社のプログラマーから世界的大企業を立ち上げ、オアシスというVRソーシャルゲームを開発した。内向的な性格で、人付き合いが苦手で仕事や趣味に没頭する一方で恋愛や人付き合いも不器用であった。
彼の死後、イースターエッグを見つけたものに遺産を譲るという遺言動画が世界中に配信され、壮絶な争奪戦が始まる。ハリデーの残した日記「アノラック年鑑」をもとにウェイドは手がかりを得ていく。
オグデン・モロー
ハリデーの親友でありビジネスパートナー。体格がよく、くしゃくしゃの灰色の髪に長いあごひげを生やしている。メタルフレームの眼鏡を着用。ハリデーとは対照的に社交的で、ハリデーの技術をマーケティングで巨大産業へと変えていった。ハリデーに自分の死後のエッグ探しを見守るように頼まれていた。
映画では、コンテスト開始後にオアシス内に出現した「ハリデー年鑑」の案内人として、コンテストの行末を見守っている。
ノーラン・ソレント
世界有数の大企業IOIの幹部の一人（映画版は社長）。IOIのガンターチーム「シクサーズ」の指揮役。イースターエッグを手にし、オアシスの買収を画策する一人。目的のためなら現実世界でも殺人を指示する異常さがあり、ウェイドらガンター達を殺害しようと企む。
映画版は、若い頃にインターンとしてハリデーの元で働いていたことがあり、その経験を活かしてIOIを説得し、シクサーズを結成させ、アノラックゲーム内で陣頭指揮をとっている。だが、モローは「ソレントがハリデーに詳しいのは大嘘で、せいぜい知っているのはコーヒーの好みぐらい」と語っていた。
ミセス・ギルモア
コロンバスの住人でウェイドが心を許している老女。信心深くオアシス内の教会で懺悔をしながら祈ることが日課。
ウェイドの叔母（アリス）
ウェイドの育ての親。親権を得れば配給の食事がひとつ増えることを理由にウェイドを引き取った。やせ細っており、家に金目のものがあればすぐに売り払って食い扶持の足しにする。
アイロック
エイチと同じ学校に通う同級生でウェイドを何かとからかうガンター。知ったかぶりの知識を披露するためウェイドは毛嫌いしている。
映画版は、ソレントに雇われたオアシス内のガンター専門の殺し屋で、マジックアイテムの調達や情報収集も任されている。ソレントの依頼で、パーシヴァルをスコアボードから消すべく暗躍するが、シクサーズの介入で失敗続きになっている。オアシスに長時間ログインしっぱなしで、首筋を痛めている。
フナーレ・ザンドー
IOIの「債務取締局」の職員で、ソレント直属の部下。映画オリジナルのキャラクター。
オアシスと現実世界での情報収集や、IOIから借金をしている者達やガンター達を「強制徴収センター」に強制連行する任務を担当している。
ウォーレン・ロビネット
アタリ2600のゲーム『ADVENTURE』を開発した実在した人物。ゲーム内で決められたアクションをすると入れる隠し部屋にメッセージを残したとされる人物。ハリデーはそれをヒントにイースターエッグを隠した。
カレン・アンダーウッド・モロー（キーラ）
オグデン・モローの妻。ハリデーが愛した女性。

## 用語解説
オアシス（OASIS）
ハリデーが開発した世界最大規模のSNS型オンラインゲーム。VRHMDを装着してゲームに参加でき、自分のアバターは好きな姿に変えることが可能。2045年の時点ではもはやゲームの域を超えて第二の社会と化しており、社会不安により現実世界での維持・運用が困難になってしまった学校や公共施設、ショッピングモールなどが構築されている。宇宙からファンタジーまでさまざまな世界があり、移動が可能。ただし移動は有料であり当初ウェイドは移動ができなかった。
イースターエッグ
ハリデーがオアシス内に隠した宝の卵。発見者にはハリデーの全財産が相続される。エッグを見つけるためにはクエストをクリアして隠し場所のヒントと共に鍵を手に入れる必要がある。鍵はそれぞれ「コッパーキー」「ジェイドキー」「クリスタルキー」と3つあり、その3つの鍵を手に入れるためのクエストもクリアさせる方法も一切謎となっている。ハリデーの残した「アノラック年鑑」やハリデーの人生にヒントが隠されているのではないかと考えられている。
ガンター
ハリデーのイースターエッグを探す人々のこと。最初はエッグ・ハンターと呼ばれていたが、縮めてガンターとなった。
エッグ・ハント
イースターエッグ探索のこと。エッグ狩り。
アノラック年鑑
ハリデーの残した数百日分の日記。千ページを超える長さがある。私生活などはほとんど記されておらず、80年代ポップカルチャーについての文章で大部分が占められている。
アノラック
ハリデーのオアシス内でのアバター（黒ローブを着たウィザード）。ハリデーのD&Dのお気に入りの魔法使いキャラクターであり、最初に製作したものをはじめ、ハリデーが開発したゲームには度々登場している。
IOI
オアシス買収を目論む世界最大規模のインターネットプロバイダー企業で、グローバル通信コングロマリット。エッグハント開始後は、エッグを獲得しオアシスを乗っ取ろうと画策している。正式名称：Innovative Online Industries）。IOIから負債を抱えた者は会社内で強制労働が課せられる。映画では社長のノーラン・ソレントの指揮によって、会社に対して負債を抱えた者を「強制徴収センター」へ連行したり、障害となるガンター達をオアシスからリセットしたり現実世界で抹殺したりなど、コンテストに勝つためには手段を選ばない冷徹なやり方をしている。
シクサーズ
IOIが組織したガンター（エッグハンター）チーム。名前の由来はメンバーが6から始まる数字（IOIの社員番号）をアバター名に使用していることから。全員が同じ外見をしている。
オハイオ州コロンバス
ハリデーとモローが最初に事務所を構えた地であり、現在のグレガリアス・シミュレーション・システムズの本社所在地。オアシスのメインサーバーもここにある。コロンバスに地理的に近いほどオアシスとの通信が速く安定している、他の都市と違って計画停電がないなどの理由からハイテクの聖地になっている。IOI本社所在地でもある。
オクラホマシティ
ウェイドが育った地。ウェイドの住む郊外はトレーラーハウスを縦に積み重ねた集合住宅の密集地帯「スタックパーク」となっており、貧困地帯で治安が非常に悪い。

## 作中登場するキャラクター・物体
アイアン・ジャイアント
『アイアン・ジャイアント』に登場するロボット。ウェイドがアイテムとして選択する中で一瞬だけ登場する。
ウルトラマン
『ウルトラマン』のヒーロー。惑星トクサツに隠されたクエストのクリア報酬としてベーターカプセルをダイトウが獲得するが、後にショウトウの手で、ウェイドに託される。原作通り変身できる時間は3分間のみ。映画版では権利問題が解決していなかった為登場しない。
Xウィング
『スター・ウォーズ』に登場する宇宙船。ウェイドが宇宙での戦闘に使用した。
ガンダルフ
『指輪物語』の魔法使い。オグデンのアバター。
K.I.T.T（キット）
『ナイトライダー』のナイト2000に搭載されている人工知能。ウェイドのカスタムによってデロリアンに搭載されている。
RX-78
『機動戦士ガンダム』のモビルスーツ。ダイトウが獲得し、操縦する。
機龍
『ゴジラ×メカゴジラ』のサイボーグ怪獣。ソレントが操縦する。
ギャラガ
ジェイドキ―取得のために行われるゲーム。
裂け谷
『指輪物語』に登場した土地。オグデンが似せて作らせた現実の施設。
初号機（EVA-01 TEST TYPE）
『新世紀エヴァンゲリオン』に登場する汎用人形兵器。シクサーズの一人が操縦する。
タイレル社
『ブレードランナー』に登場する巨大企業。
本社ビルにはレプリカントのNPC警備員が多数常駐しており、創業者エルドン・タイレルのオフィスも再現されている。
デロリアン
ウェイドがスペースゲームで獲得したアイテム。『バック・トゥ・ザ・フューチャー』のタイムマシンそのもので、パート2のように飛行が可能。ナンバープレートはウェイド独自のものに改良されている。作中でもジェームズ・ハリデーがオアシスによって億万長者となった時に最初に購入したスポーツカーがデロリアンであったとされる。
現実においても原作者クラインが映画化権の売却によって得た収入でデロリアンDMC-12を購入している。
ライディーン
『勇者ライディーン』に登場するロボ。ショウトウが獲得して操縦する。
レオパルドン
東映版『スパイダーマン』に登場する巨大ロボ。原作通りマーベラー形態に変形することも可能。ウェイドのかねてよりのお気に入りだったロボットで、タイレル社のクエストのクリア報酬として100体以上の巨大ロボが選べる中で「たとえ弱くても構わない」と躊躇することなく手に入れる。
『レディホーク』
ウェイドのお気に入りの映画でエイチにからかわれて喧嘩となる。
『レジェンド/光と闇の伝説』
同じく作品が引き合いに出されて喧嘩となる。
『スクールハウス・ロック』
ABCの子供番組。ハリデーの遺言の内容に重要な手がかりが引用されている。
ジャウスト
コッパーキー取得のために最初に行われるゲーム。
セレニティ号
ウェイドが操縦する『ファイヤーフライ 宇宙大戦争』に登場した宇宙船。改良が加えられ『ヴォネガット号』と命名されている。
ビバップ号
ダイトウ、ショウトウが操縦する『カウボーイビバップ』の惑星間漁船。改良が加えられ『クロサワ号』と命名されている。
ボルトロン（ゴライオン）
『百獣王ゴライオン』に登場するロボ。シクサーズのメンバーが操縦する。
マックス
『マックス・ヘッドルーム』に登場したCGもどきのキャラクター。ウェイドの執務を行う。
ミネルバX
『マジンガーZ』に登場する女形ロボ。アルテミスが獲得して操縦する。
『モンティ・パイソン・アンド・ホーリー・グレイル』
武器アイテムや衣装が本作とそっくりな格好で登場する。
ロボテック（VF-1 バルキリー）
『超時空要塞マクロス』に登場する可変戦闘機。シクサーズのメンバーが操縦する。